# 賈瑞德號巡防艦
賈瑞德號導彈巡防艦（英語：USS Jarrett (FFG-33)），是美國海軍第25艘奧利弗·哈澤德·佩里級護衛艦，艦名取自賈瑞德中將，其歷任美國駐中華民國大使館在臺灣重開後的第一代首席武官，以及海軍部副督察長等職。 該艦作為1978財年計畫的一部分，於1978年1月23日向托德造船廠洛杉磯分廠下訂，1981年2月11日鋪設龍骨，同年10月17日下水，而後於1983年7月2日服役，2011年4月21日除役。
賈瑞德號亦為美國海軍第一艘由女性艦長統御的戰艦，由凱瑟琳·A·麥格拉斯中校在1998年12月18日至2000年9月4日間出任艦長職務。

## 延伸阅读
- Levinson, Jeffrey L. and Randy L. Edwards. . Annapolis: Naval Institute Press. 1997. ISBN 1-55750-517-9.
- Wise, Harold Lee. . Annapolis: Naval Institute Press. 2007  [2021-05-18]. ISBN 1-59114-970-3. （原始内容存档于2009-08-29）.
- United States. Congress. House. Committee on Armed Services. . Washington, D.C.: U.S. Government Printing Office. 1987.